# 雷沢の神
雷沢の神（らいたくのかみ）は、中国神話における雷鳴と生命の起源を司る神格。『山海経』に初出し、伏羲の父神として位置づけられる。雷を神格化した自然神であり、龍身人首の姿で描かれる。

## 典籍による典拠

### 『山海経』（前4世紀-前2世紀成立）
- 「雷澤中有雷神、龍身而人頭、鼓其腹則雷」（海内東経）[1]：雷沢に棲む龍身人頭の雷神が腹を打つと雷が鳴ると記載。
- 「大跡出雷澤、華胥履之生伏羲」（海内東経・郭璞注）[2]：巨大な足跡が雷沢に現れ、華胥がこれを踏んで伏羲を妊娠したと記述。

### 『詩緯含神霧』（漢代成立）
- 「大跡出雷澤、華胥履之、生宓犧」（『芸文類聚』巻11引）[3]：雷沢の神の足跡を華胥が踏み伏羲を生んだ感生神話を伝える。

### 『淮南子』（前2世紀）
- 「雷澤有神、龍身人頭、鼓其腹而熙」（墬形訓）[4]：雷沢の神が腹を叩いて雷鳴を起こす描写。

## 神話的役割
- 伏羲の父性神格：雷沢の神の足跡を通じた感生神話により、伏羲に「龍身」の神性を付与（『帝王世紀』）。
- 天地創造の媒介者：雷鳴を春の生命萌芽の合図とし、八卦の「震卦」（雷）に対応（『易経』繋辞伝）。
- 農耕守護神：雷雨が五穀を潤すという信仰から、唐代まで雷沢畔で雨乞い祭祀が行われた（『元和郡県志』）。

## 形象的変遷
| 時代 ! 特徴 ! 文献・遺物                            |
| --------------------------------------------------- |
| 龍身人首・腹を打って雷鳴 \| 長沙楚墓帛書（前3世紀） |
| 擬人化・連鼓を持つ雷公 \| 武梁祠画像石（2世紀）     |
| 道教雷部神将に再編 \| 『真誥』（陶弘景）            |

## 雷沢地理考証
- 山東省菏沢市説：『尚書』禹貢篇「雷夏既澤」に基づく（酈道元『水経注』）。
- 河南省濮陽市説：西水坡遺跡（6500年前）で龍虎蚌塑発掘（1987年）、北斗を囲む配置が雷沢神話と符合[5]。

## 信仰の展開
- 雷州半島への転移：南朝期に陳文玉伝説と習合し、唐王朝から「雷震王」に封じられる（『雷祖志』）。
- 道教における再編：宋代の雷法儀礼で「雷部天尊」配下の神将として位置づけられる（『道法会元』巻101）。

## 学術研究
- 聞一多（1940年代）：『伏羲考』で雷沢神話を「龍図騰部族の始祖伝承」と分析。
- 御手洗勝（1980年代）：『古代中国の神々』で雷沢を「黄河文明の水神信仰の変形」と解釈。